# キム・スタエレンス
キム・スタエレンス（Kim Staelens, 1982年1月7日 - ）は、ベルギー・コルトレイク出身のオランダの元女子バレーボール選手。元オランダ代表。

## 来歴
2007年ワールドグランプリでは控えセッターで大会序盤は出場機会も少なかったが、正セッターが大会中に怪我をしたことから決勝ラウンドはレギュラーとして出場し、チームの初優勝に貢献した。
2009年のワールドグランプリでも正セッターとしてチームを牽引し、4位に入ったほか、同年のヨーロッパ選手権では準優勝を果たした。その後、産休により戦列から離れていたが、2010年の世界選手権で1年ぶりに代表に復帰した。

## 人物
- ハイーネ・スタエレンスは実姉。姉妹でオランダ代表で活動していた。
- 父親のジャン＝ピエール（ドイツ語版）はベルギー代表選手であった[1]。

## 球歴
- 世界選手権 - 2006年（8位）、2010年（11位）
- ワールドグランプリ - 2005年（6位）、2007年（優勝）、2009年（4位）
- 欧州選手権 - 2003年（4位）、2005年（5位）、2007年（5位）、2009年（準優勝）

## 所属クラブ
- Hermanas Wervik （1994-1996年）
- Wevelgem （1996-1997年）
- Bonduelle VVC （1997-1998年）
- VC Weert （1998-2000年）
- Marcq en Baroeul （2000-2001年）
- Albi （2001-2002年）
- USC Münster （2002-2004年）
- DELA Martinus （2005-2008年）
- シリオ・ペルージャ （2008-2009年）
- アシステル・ノヴァーラ （2009-2010年）
- VT Aurubis Hamburg（2010-2012年）
- Impel Wrocław（2012-2013年）
- CS Știința Bacău（2013-2014年）